# Philipp I. (Burgund)

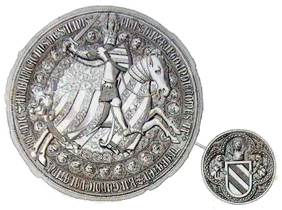
Philipp I.

Philipp I. von Burgund, auch bekannt als Philipp von Rouvres (* 1346 auf Schloss Rouvres-en-Plaine; † 21. November 1361 ebenda) war Herzog von Burgund zwischen 1350 und 1361. Er war der Enkel und, nach dem vorzeitigen Tod seines Vaters Philipp, Erbe von Herzog Odo IV., dem er schon vierjährig nachfolgte.
Philipp, der aus dem Haus der Kapetinger stammte, war Territorialfürst bedeutender Teile Frankreichs und der späteren Niederlande. Neben dem Herzogtum Burgund selbst und den Provinzen Auvergne und Boulogne, die er von seiner Mutter Johanna geerbt hatte, besaß er dank seiner Heirat mit Margarete von Dampierre am 14. Mai 1357 die reichen Provinzen Flandern, Artois, Nevers und Rethel. Er starb allerdings an der Pest, bevor er die Ehe vollziehen konnte.
Da mit Philipp die burgundische Seitenlinie der Kapetinger ausstarb, wurden seine Ländereien zwischen dem französischen König Johann II. (der 1350 seine Mutter in zweiter Ehe geheiratet hatte) und Johann von Boulogne, einem Verwandten mütterlicherseits, geteilt. Die Einigung verlief friedlich, der allseits verhasste Karl der Böse von Navarra wurde mit seinen Erbschaftsansprüchen übergangen.
Aufgrund der Größe seiner Territorien wirkt Philipp von Rouvres bereits wie ein Vorläufer des Hauses Burgund, seiner Nachfolger aus einer Seitenlinie der Valois, die von Burgund und Flandern ausgehend, einen mächtigen und kulturell blühenden Staatenkomplex schufen. Die Belehnung ihres ersten Vertreters Philipp des Kühnen mit dem Herzogtum wurde nicht zuletzt durch die Reibungslosigkeit der Erbschaftsverhandlungen nach Philipps von Rouvres Tod ermöglicht.
Herzog Philipp I. von Burgund wurde im Kloster Cîteaux bestattet.